# Aethecerus fulvidens
Aethecerus fulvidens là một loài tò vò trong họ Ichneumonidae.